# André Rabel
André Marie Rabel (Parigi, 20 marzo 1878 – 21 gennaio 1934) è stato uno schermidore francese.
Partecipò ai Giochi della II Olimpiade di Parigi nella gara di spada individuale, dove fu eliminato ai quarti a causa di una squalifica.